# Caranx hippos
Caranx hippos é uma espécie de peixe pertencente à família dos Carangídeos.

## Nomes comuns
Dá pelos seguintes nomes comuns: charo-largo, coa, enxareu-macoa, macoa, peixe-prussiano, xaréu-cavalão, xaréu-macoa, xaréu-olho-de-boi.

## Taxonomia
A autoridade científica da espécie é Linnaeus, tendo sido descrita no ano de 1766.

## Distribuição
Encontra-se presente no Atlântico Oriental, de Portugal até Angola, incluindo a orla mediterrânica ocidental. Encontra-se, também, presente no Altântico Ocidental, desde a costa da Nova Escócia, no Canada, abarcando o Norte do Golfo do México até ao Uruguai, incluíndo as Grandes Antilhas e ausentando-se das Pequenas Antilhas.

### Portugal
Encontra-se presente na costa portuguesa, de onde a espécie é nativa.

## Descrição
Trata-se de uma espécie de água salobra e marinha. Atinge em média cerca de 80 cm de comprimento à furca, com base de indivíduos de sexo indeterminado, sendo que o maior espécime alguma vez registado media 124 centímetros. O espécime mais pesado alguma vez registado pesava 
Contam com 9 espinhos dorsais, 19 a 22 raios dorsais, 3 espinhos anais e 15 a 18 raios anais. Não possui escamas no peito, salvo num trecho situado a meio do ventre, à frente das barbatanas pélvicas.
Os maxilares findam, sensivelmente, abaixo ou além do canto posterior do olho, nos espécimes adultos.
Exibe um dorso cuja coloração alterna entre um verde-azeitona e um azul-cerúleo, com flancos e ventre prateados ou amarelados e mancha negra no opérculo e nas barbatanas peitorais.

## Ecologia
Frequentam as águas neríticas da plataforma continental, da linha costeira, podendo encontrar-se tanto junto à costa ou em alto-mar.
Os espécimes adultos sobem rio acima, ao passo que os juvenis tendem a permanecer nos leitos lodosos dos estuários, nas cercanias dos areais das praias e em florestas de algas.  Por vezes também pode surgir em lagoas e nos leitos de rios.

## Hábitos e dieta
Agrupam-se em cardumes velozes, pese embora não seja incomum ver espécimes de maior envergadura solitários. Os ovos são pelágicos.
Nutrem-se de peixes pequenos, camarões e outros invertebrados..  

## Uso humano
Tais peixes são alvo de pesca comercial e pesca desportiva. Quando pescados, por vezes, emitem grunhidos..